# Lista de bandeiras de Trindade e Tobago
A seguir esta uma lista de bandeiras relacionadas a Trindade e Tobago.

## Bandeira nacional
| Bandeira | Data          | Uso                           | Descrição |
| -------- | ------------- | ----------------------------- | --- |
|          | 1962-Presente | Bandeira de Trindade e Tobago | Um campo vermelho com uma faixa diagonal preta com fimbriamento branco do lado superior do mastro até o lado inferior da mosca. |

## Bandeiras do governo
| Bandeira | Data          | Uso                                                | Descrição                                                                                                 |
| -------- | ------------- | -------------------------------------------------- | --- |
|          | 1976-Presente | Bandeira Presidencial de Trindade e Tobago         | Um campo azul com o brasão cercado por louros no centro.                                                  |
|          | 1962-Presente | Bandeira do Primeiro Ministro de Trindade e Tobago | Um campo branco com a bandeira nacional do cantão e desfigurado com o brasão de armas cercado por louros. |

## Bandeiras militares
| Bandeira | Data          | Uso                                                             | Descrição |
| -------- | ------------- | --------------------------------------------------------------- | --- |
|          | 1962-presente | Bandeira da Guarda Aérea de Trindade e Tobago                   | Um campo azul com a bandeira nacional no Cantão e desfigurado com o emblema da Guarda Aérea.                                          |
|          | 1962-presente | Bandeira do Regimento de Trindade e Tobago                      | Um campo verde com o emblema do Regimento no centro.                                                                                  |
|          | 1962-presente | Bandeira do Presidente do Regimento de Trindade e Tobago        | Semelhante à bandeira nacional, mas com uma borda dourada, o emblema do presidente no centro e o brasão cercado por louros para cima. |
|          | 1962-presente | Bandeira Regimental do Regimento de Trindade e Tobago           | Um campo verde com uma borda dourada, o emblema do Regimento no centro e o brasão cercado por louros para cima.                       |
|          | 1962-presente | Bandeira do Força de defesa de Trindade e Tobago                | Uma Tribanda Horizontal de Vermelho, Azul e Ciano com o emblema da força de defesa no centro.                                         |
|          | 1962-presente | Bandeira das reservas das forças de defesa de Trindade e Tobago | Um campo vermelho com uma pequena tribanda de verde, branco e azul com o emblema da força de defesa no centro.                        |
|          | 1962-presente | Bandeira Civil de Trindade e Tobago                             | Um campo vermelho com uma faixa diagonal preta de arestas brancas do lado superior da grua para o lado inferior da mosca.             |
|          | 1962-presente | Bandeira Naval de Trindade Tobago                               | A bandeira branca com a bandeira nacional no cantão.                                                                                  |

## Bandeiras históricas

### Domínio espanhol
| Bandeira | Data      | Uso                          | Descrição |
| -------- | --------- | ---------------------------- | --- |
|          | 1498-1516 | Bandeira da Coroa de Castela | Esquartelado com as armas de Castela, representada por um castelo, e Leão, representado por um leão.                                                      |
|          | 1516-1785 | Bandeira do Império Espanhol | Uma sautor vermelha que lembra dois galhos cruzados, grosseiramente podados (com nós), em um campo branco.                                                |
|          | 1785-1797 | Bandeira do Reino da Espanha | Uma bandeira horizontal de três faixas, vermelha, amarela (largura dupla) e vermelha; carregada com o brasão espanhol descentralizado em direção à talha. |

### Domínio holandesa
| Bandeira | Data      | Uso                  | Descrição                                           |
| -------- | --------- | -------------------- | --------------------------------------------------- |
|          | 1628-1680 | Bandeira do Príncipe | Uma tribanda horizontal de laranja, branco e azul.  |
|          | 1652–1672 | Sratenvlag           | Uma tribanda horizontal de vermelho, branco e azul. |

### Domínio polaco e lituano (couriano)
| Bandeira | Data           | Uso                                                  | Descrição |
| -------- | -------------- | ---------------------------------------------------- | --- |
|          | 1654 1680-1693 | Bandeira da República das Duas Nações                | Uma tribanda horizontal de vermelho (acima), branco e vermelho com o brasão da República das Nações no centro. |
|          | 1654 1680-1693 | Bandeira do Ducado da Curlândia e Semigália          | Um bicolor horizontal de vermelho e branco                                                                     |
|          | 1654 1680-1693 | Bandeira mercante do Ducado da Curlândia e Semigália | Um campo vermelho com um caranguejo preto no centro. também conhecida como "Bandeira do Caranguejo".           |

### Domínio francês
| Bandeira | Data                | Uso                                                          | Descrição                                                               |
| -------- | ------------------- | ------------------------------------------------------------ | ----------------------------------------------------------------------- |
|          | 1662-1667 1781-1790 | Bandeira do Reino da França                                  | Uma bandeira branca com várias flores-de-lis e o brasão real no centro. |
|          | 1790-1794           | Bandeira do Reino da França e da Primeira República Francesa | Um tricolor vertical de vermelho, branco e azul.                        |
|          | 1794-1803           | Bandeira da Primeira República Francesa                      | Um tricolor vertical de azul, branco e vermelho.                        |

### Domínio sueco
| Bandeira | Data | Uso                | Descrição |
| -------- | ---- | ------------------ | --- |
|          | 1733 | Bandeira da Suécia | Um campo de borboletas azuis de três pontas com uma cruz nórdica amarela que se estende até as bordas; a parte vertical da cruz é deslocada para o lado do mastro. |

### Domínio britânico
| Bandeira | Data                | Uso                                         | Descrição |
| -------- | ------------------- | ------------------------------------------- | --- |
|          | 1639-1649 1672-1674 | Bandeira da Inglaterra                      | Um campo branco com cruz vermelha centrada. |
|          | 1649-1651           | Bandeira do Comunidade da Inglaterra        | Uma cruz de São Jorge e uma harpa irlandesa justaposta. |
|          | 1651-1654           | Bandeira da Comunidade da Inglaterra        | A Cruz de São Jorge e a Cruz de Santo André foram esquartejadas. |
|          | 1762-1781           | Bandeira do Reino da Grã-Bretanha           | Uma sobreposição das bandeiras de Inglaterra e a Escócia |
|          | 1803-1962           | Bandeira do Reino Unido                     | Uma sobreposição das bandeiras da Inglaterra e da Escócia com a Bandeira de São Patrício (representando Irlanda). |
|          | 1886-1903           | Bandeira do Ilhas Britânicas de Barlavento  | A bandeira azul com os braços das Ilhas de Barlavento. |
|          | 1889–1958           | Bandeira da colónia de Trindade e Tobago    | Uma bandeira azul com as armas de Trindade e Tobago. |
|          | 1903-1953           | Bandeira das ilhas britânicas de Barlavento | Uma bandeira azul com as armas das Ilhas de Barlavento. |
|          | 1953-1958           | Bandeira das ilhas britânicas de Barlavento | Uma bandeira azul com as armas das Ilhas de Barlavento. |
|          | 1958–1962           | Bandeira do Federação Das Índias Ocidentais | Um campo azul com quatro barras onduladas horizontais brancas (o par superior de barras sendo paralelo e o par inferior também paralelo) e um sol laranja no centro. |
|          | 1958–1962           | Bandeira da colónia de Trindade e Tobago    | Uma bandeira azul com as armas de Trindade e Tobago. |
|          | 1962–1976           | Bandeira real de Trindade Tobago            | Uma brasão de Trindade e Tobago em forma de bandeira, que representa as cores da bandeira nacional. Os navios de ouro representam os três navios que Cristóvão Colombo usou em sua viagem. Os dois pássaros acima são beija-flores. Um disco azul da letra "E" coroada, rodeado por uma guirlanda de rosas douradas desfigurava a bandeira, que é retirada da bandeira pessoal da Rainha. |